# Suché
Suché (Hongaars: Zemplénszuha) is een Slowaakse gemeente in de regio Košice, en maakt deel uit van het district Michalovce.
Suché telt 403 inwoners.